# ماثيو سانت باتريك
ماثيو سانت باتريك (بالإنجليزية: Mathew St. Patrick) هو ممثل أمريكي، ولد في 17 مارس 1969 بفيلادلفيا في الولايات المتحدة. بدأ مشواره المهني سنة 1996.

## أعمال

### أفلام
- (2007) حرب

### مسلسلات
- المستشفى العام
- لوس أنجلوس
- ستة أقدام تحت الأرض
- هاواي فايف أو

## وصلات خارجية
- ماثيو سانت باتريك على موقع IMDb (الإنجليزية)
- ماثيو سانت باتريك على موقع ألو سيني (الفرنسية)
- ماثيو سانت باتريك على موقع ميوزك برينز (الإنجليزية)
- ماثيو سانت باتريك على موقع أول موفي (الإنجليزية)
- ماثيو سانت باتريك على موقع إن إن دي بي (الإنجليزية)
- ماثيو سانت باتريك على موقع قاعدة بيانات الفيلم (الإنجليزية)
- ماثيو سانت باتريك على موقع كينوبويسك (الروسية)